# Vința, Alba
Vința (în trecut Sasavința, în maghiară Szászavinc) este un sat în comuna Lupșa din județul Alba, Transilvania, România.

 Acest articol despre o localitate din județul Alba este deocamdată un ciot. Puteți ajuta Wikipedia prin completarea lui.